# Coupe de France masculine de rink hockey 2017-2018
Navigation
Coupe de France 2016-2017 Coupe de France 2018-2019
La coupe de France 2018 de rink hockey est la dix-septième édition de cette compétition annuelle. Elle oppose des équipes provenant de l'ensemble des divisions françaises évoluant dans un championnat senior régional ou national. La coupe de France débute avec le tour des préliminaires, le 14 octobre 2017, et se termine avec la finale four le 22 avril 2018.

## Première phase: qualifications

### Tour préliminaire
| Équipe 1               | Score | Équipe 2                |
| ---------------------- | ----- | ----------------------- |
| CP Roubaix (N3)        | 3-9   | JA Drancy (N3)          |
| CO Pacéen (N2)         | 6-4   | Quintin RC (N2)         |
| RAC Saint-Brieuc (N3)  | 8-0   | APPR Plouguerneau (N3)  |
| SC Brie CR (N3)        | 3-17  | SHC Fontenay (N2)       |
| BRT Saint-Évarzec (N3) | 1-3   | AL Ergué Gabéric (N2)   |
| SA Gazinet Cestas (N2) | 4-1   | Biarritz OL (N2)        |
| ALC Bouguenais (N2)    | 2-5   | Poiré Roller (N2)       |
| CPRM Mouilleron (N3)   | 4-9   | AL Saint-Sébastien (N3) |
| RC Sevran (N3)         | 1-7   | US Villejuif (N2)       |

### Seizièmes de finale
Les seizièmes de finale ont lieu le 25 novembre 2017.
| Équipe 1                | Score | Équipe 2                       |
| ----------------------- | ----- | ------------------------------ |
| PA Créhen (N1 Élite)    | 1-7   | SPRS Ploufragan (N1 Élite)     |
| AL Ergué Gabéric (N2)   | 0-2   | CO Pacéen (N2)                 |
| RAC Saint-Brieuc (N3)   | 2-5   | AL Plonéour Lanvern (N1 Élite) |
| AL Saint-Sébastien (N3) | 2-11  | Poiré Roller (N2)              |
| SHC Fontenay (N2)       | 3-1   | HCF Tourcoing (N2)             |
| JA Drancy (N3)          | 3-6   | US Villejuif (N2)              |
| HR Aix-les-Bains (N2)   | 5-7   | RHC Lyon (N1 Élite)            |
| RH Gleizé (N2)          | 2-3   | ROC Vaulx-en-Velin (N1 Élite)  |
| RC Gujan-Mestras (N3)   | 2-4   | SA Gazinet-Cestas (N2)         |

## 2ephase: finales
Les 9 équipes qualifiées et les 7 clubs qualifiés directement participeront à la 2e phase.
Celle-ci se déroule en 4 tours à élimination directe : 1/8, 1/4, 1/2 et finale.
Toutefois, si une candidature est retenue par le CRH/FFRS, les 1/2 finales et la finale se déroule sous la forme d’un tournoi « finale four ».
La désignation des équipes qui se rencontrent à chaque étape du déroulement de cette 2e phase se fait par tirage au sort effectué par le CRH/FFRS dès la fin de la 1re phase. Ce tirage s’effectue à partir d’un système de tête de série avec les 6 clubs qualifiés en coupe d’Europe qui ne peuvent se rencontrer en 1/8e de finale.

### Huitièmes de finale
| Équipe 1           | Score | Équipe 2            |
| ------------------ | ----- | ------------------- |
| SA Gazinet-Cestas  | 1-3   | CS Noisy-le-Grand   |
| US Villejuif       | 0-6   | Nantes ARH          |
| CO Pacéen          | 1-8   | AL Plonéour-Lanvern |
| SPRS Ploufragan    | 3-7   | HC Quévert          |
| ROC Vaulx-en-Velin | 2-8   | La Vendéenne        |
| Poirée Roller      | 4-6   | SCRA Saint-Omer     |
| RHC Lyon           | 4-7   | US Coutras          |
| SHC Fontenay       | 2-5   | SA Mérignac         |

### Quarts de finale
À l'issue du tour précédent, ce sont les huit équipes en tête du championnat qui restent en course pour le titre. 
| Équipe 1            | Score | Équipe 2          |
| ------------------- | ----- | ----------------- |
| US Coutras          | 2-3   | Nantes ARH        |
| AL Plonéour Lanvern | 6-8   | CS Noisy-le-Grand |
| HC Quévert          | 6-7   | SA Mérignac       |
| La Vendéenne        | 1-3   | SCRA Saint-Omer   |

En remportant le match l'opposant à Coutras, l'équipe de Nantes atteint le dernier carré pour la seconde année consécutive.

### «Finale four»
Le tournoi, organisé par le club breton de Ploufragan, se déroule simultanément avec la version féminine le 21 et 22 avril 2018.
Ce tournoi regroupe les quatre clubs sortis des 1/4 de finale lors d’un même week-end. Les rencontres se décident par tirage au sort. Les deux vainqueurs disputent ensuite la finale de la Coupe de France.
|  | Demi-Finales      | Demi-Finales      |                 |   | Finale        | Finale        |
|  | Demi-Finales      | Demi-Finales      |                 |   | Finale        | Finale        |
|  |                   |                   |                 |   |               |               |
|  | 21 avril 2018     | 21 avril 2018     |                 |   | 22 avril 2018 | 22 avril 2018 |
|  | 21 avril 2018     | 21 avril 2018     |                 |   | 22 avril 2018 | 22 avril 2018 |
|  | SA Mérignac       | 4                 |                 |   | 22 avril 2018 | 22 avril 2018 |
|  | SA Mérignac       | 4                 |                 |   | 22 avril 2018 | 22 avril 2018 |
|  | SCRA Saint-Omer   | 6                 |                 |   | 22 avril 2018 | 22 avril 2018 |
|  | SCRA Saint-Omer   | 6                 | SCRA Saint-Omer | 2 |               |               |
|  |                   |                   | SCRA Saint-Omer | 2 |               |               |
|  |                   | CS Noisy le Grand | 1               |   |               |               |
|  | Nantes ARH        | CS Noisy le Grand | 1               | 3 |               |               |
|  | Nantes ARH        |                   |                 | 3 |               |               |
|  | CS Noisy le Grand | 5                 |                 |   |               |               |
|  | CS Noisy le Grand | 5                 |                 |   |               |               |

### Feuilles de match
Les feuilles de match sont issues du site officiel de la Fédération française de roller sports : ffroller.fr. 

#### Seizièmes de finale
1. ↑  Rapport 38678 du 25/11/2017 : PA Créhen - SPRS Ploufragan
2. ↑  Rapport 38679 du 25/11/2017 : AL Ergué Gabéric - CO Pacéen
3. ↑  Rapport 38680 du 25/11/2017 : RAC Saint-Brieuc - AL Plonéour Lanvern
4. ↑  Rapport 38681 du 25/11/2017 : AL Saint-Sébastien - Poiré Roller
5. ↑  Rapport 38682 du 25/11/2017 : SHC Fontenay - HCF Tourcoing
6. ↑  Rapport 38683 du 25/11/2017 : JA Drancy - US Villejuif
7. ↑  Rapport 38684 du 25/11/2017 : HR Aix-les-Bains - RHC Lyon
8. ↑  Rapport 38685 du 25/11/2017 : RH Gleizé - ROC Vaulx-en-Velin
9. ↑  Rapport 38686 du 25/11/2017 : RC Gujan-Mestras - SA Gazinet-Cestas

#### Huitièmes de finale
1. ↑  Rapport 39173 du 06/01/2018 : SA Gazinet-Cestas - CS Noisy-le-Grand
2. ↑  Rapport 39174 du 06/01/2018 : US Villejuif - Nantes ARH
3. ↑  Rapport 39175 du 06/01/2018 : CO Pacéen - AL Plonéour-Lanvern
4. ↑  Rapport 39176 du 06/01/2018 : SPRS Ploufragan - HC Quévert
5. ↑  Rapport 39177 du 06/01/2018 : ROC Vaulx-en-Velin - La Vendéenne
6. ↑  Rapport 39178 du 06/01/2018 : Poirée Roller - SCRA Saint-Omer
7. ↑  Rapport 39179 du 06/01/2018 : RHC Lyon - US Coutras
8. ↑  Rapport 39180 du 06/01/2018 : SHC Fontenay - SA Mérignac

#### Quarts de finale
1. ↑  Rapport 39601 du 24/02/2018 : US Coutras - Nantes ARH
2. ↑  Rapport 39602 du 24/02/2018 : AL Plonéour Lanvern - CS Noisy-le-Grand
3. ↑  Rapport 39603 du 24/02/2018 : HC Quévert - SA Mérignac
4. ↑  Rapport 39604 du 24/02/2018 : La Vendéenne - SCRA Saint-Omer